# Berthoud (Colorado)
Pour les articles homonymes, voir Berthoud (homonymie).
Berthoud est une ville américaine située dans les comtés de Larimer et de Weld, dans le Colorado.
Selon le recensement de 2010, Berthoud compte 5 105 habitants. La municipalité s'étend sur 11,56 milles carrés (29,94 km2). Si le territoire de la ville est équitablement réparti entre le comté de Larimer et celui de Weld — 6,07 milles carrés (15,72 km2) contre 5,49 milles carrés (14,22 km2) — seuls 63 habitants résident dans le comté de Weld.
Autrefois appelée Little Thompson, La ville est nommée en l'honneur du capitaine Edward Lewis Berthoud, ingénieur en chef du Colorado Central Railroad (en).

## Économie
L'entreprise aérospatiale Ursa Major Technologies est basée à Berthoud.

## Démographie
| 1890 | 1900 | 1910 | 1920 | 1930 | 1940 |
| ---- | ---- | ---- | ---- | ---- | ---- |
| 228  | 305  | 758  | 852  | 811  | 811  |

| 1950 | 1960  | 1970  | 1980  | 1990  | 2000  |
| ---- | ----- | ----- | ----- | ----- | ----- |
| 867  | 1 014 | 1 446 | 2 362 | 2 990 | 4 839 |

| 2010  | 2020   | - | - | - | - |
| ----- | ------ | - | - | - | - |
| 5 105 | 10 332 | - | - | - | - |